# District de Muping
Le district de Muping (牟平区 ; pinyin : Mùpíng Qū) est une subdivision administrative de la province du Shandong en Chine. Il est placé sous la juridiction de la ville-préfecture de Yantai.